# Le monstre est vivant
Pour les articles homonymes, voir It's Alive.
Série
Les monstres sont toujours vivants
(1978)
Pour plus de détails, voir Fiche technique et Distribution.
Le monstre est vivant (It's Alive) est un film américain réalisé par Larry Cohen, sorti en 1974.

## Synopsis
Lenore Davies accouche d'un bébé monstrueux, qui tue les médecins et s'enfuit dans la nature. Le père, Frank Davies, part aider la police à abattre ce monstre.

## Fiche technique
- Titre français : Le monstre est vivant
- Titre original : It's Alive
- Réalisation : Larry Cohen
- Scénario : Larry Cohen
- Musique : Bernard Herrmann
- Photographie : Fenton Hamilton
- Montage : Peter Honess
- Maquillage : Rick Baker
- Production : Larry Cohen
- Sociétés de production : Warner Bros. & Larco Productions
- Société de distribution : Warner Bros.
- Pays :  États-Unis
- Langue : Anglais
- Format : Couleur - Mono - 35 mm - 1.85:1
- Genre : Horreur
- Durée : 87 min
- Public : Interdit aux moins de 16 ans lors de sa sortie en France.

## Distribution
- John P. Ryan (VF : Marcel Bozzuffi) : Frank Davies
- Sharon Farrell : Lenore Davies
- James Dixon : Le lieutenant Perkins
- Guy Stockwell : Bob Clayton
- William Wellman Jr. : Charley
- Daniel Holzman : Chris Davies
- Shamus Locke : Dr. Norton
- Andrew Duggan : Le professeur
- Robert Emhardt : L'exécutif
- Michael Ansara : Le capitaine

## Saga
Le film donna lieu à des suites ainsi qu'un remake :
- Les monstres sont toujours vivants (It Lives Again) en 1978
- La Vengeance des monstres (It's Alive III : Island of the Alive) en 1987
- It's Alive, le monstre est vivant (It's Alive) en 2008

## Distinction
- Prix spécial du jury au Festival international du film fantastique d'Avoriaz 1975